# Andreas Futter

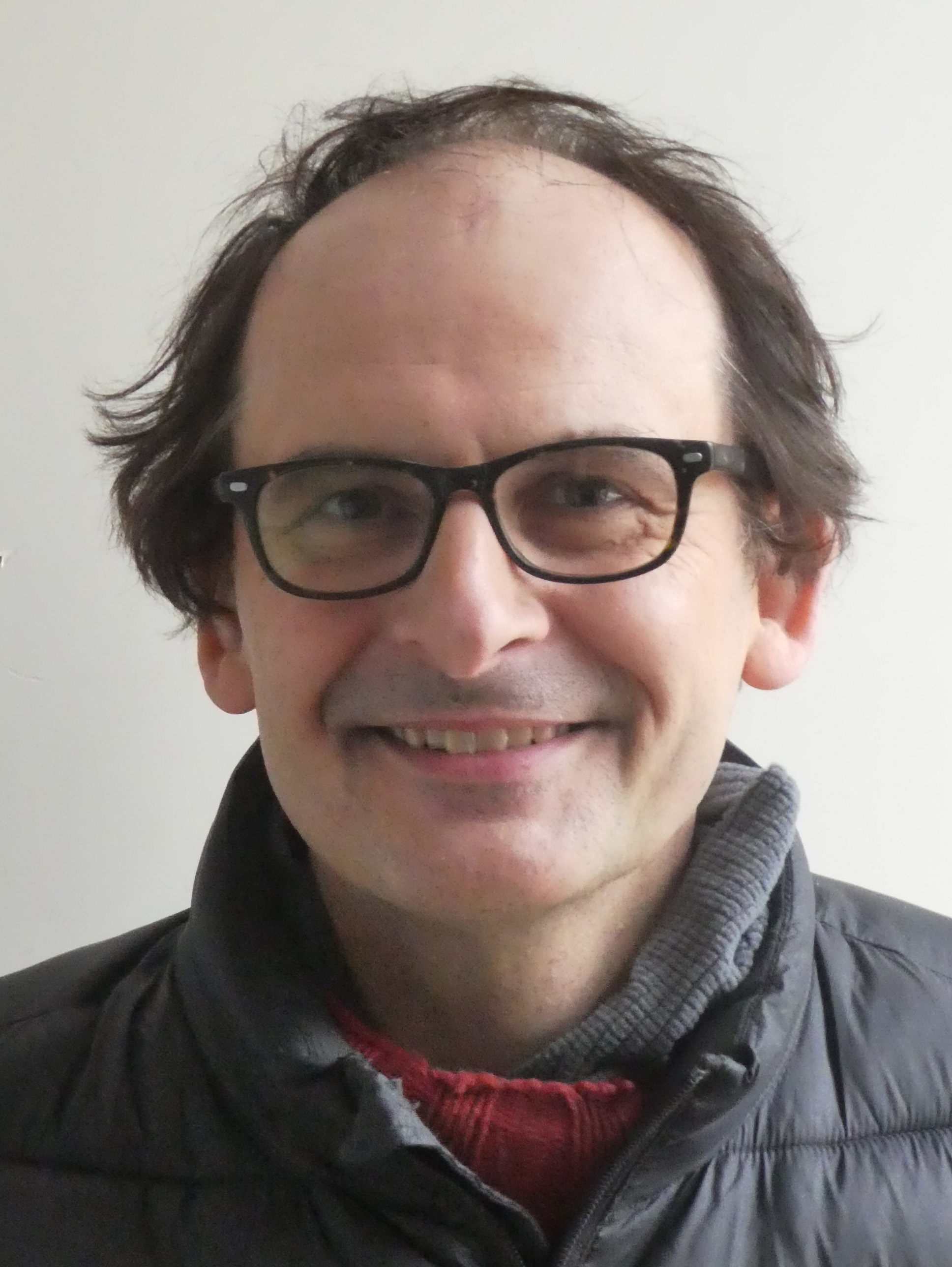
Andreas Futter (2020)

Andreas Futter (* 23. Juli 1969 in Hechingen) ist ein deutscher Bildhauer, Maler und Grafiker, der in Schwäbisch Gmünd lebt.

## Leben
Von 1990 bis 1996 studierte er an der Staatlichen Akademie der Bildende Künste Stuttgart. Er besuchte die Grundklasse bei Peter Grau, das Fach Werken bei Horst Bachmayer und bei Paul Uwe Dreyer Malerei und Grafik. 1996 bis 1998 belegte er dort das Verbreiterungsfach Kunst und interdisziplinäres Gestalten bei Sotirios Michou. Seit 2005 lebt und arbeitet er als freischaffender Künstler bei Reitprechts, das zum Schwäbisch Gmünder Stadtteil Straßdorf gehört.

## Arbeiten im öffentlichen Raum (Auswahl)

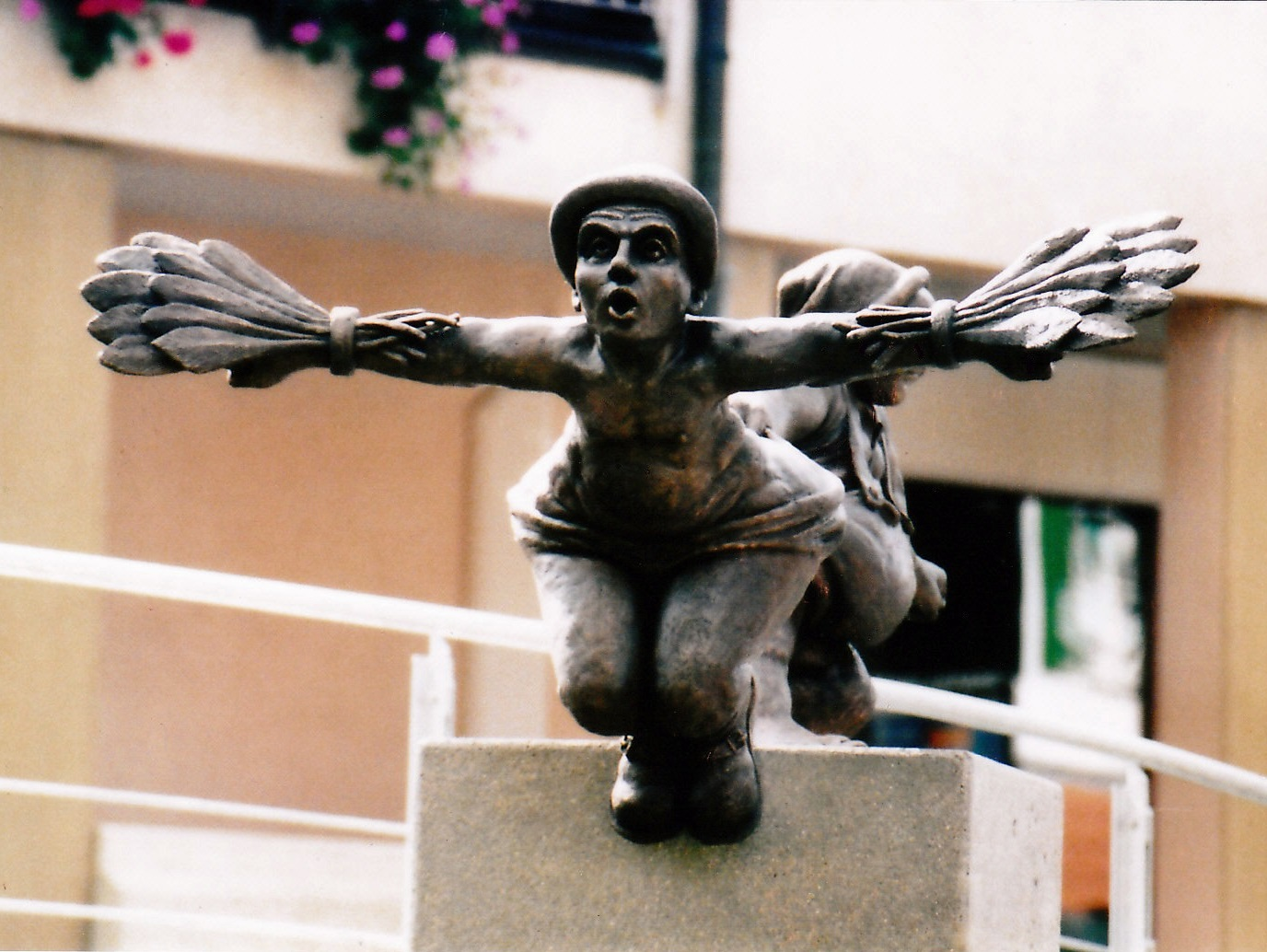
Ikarus, Bronze, 2002, Mössingen
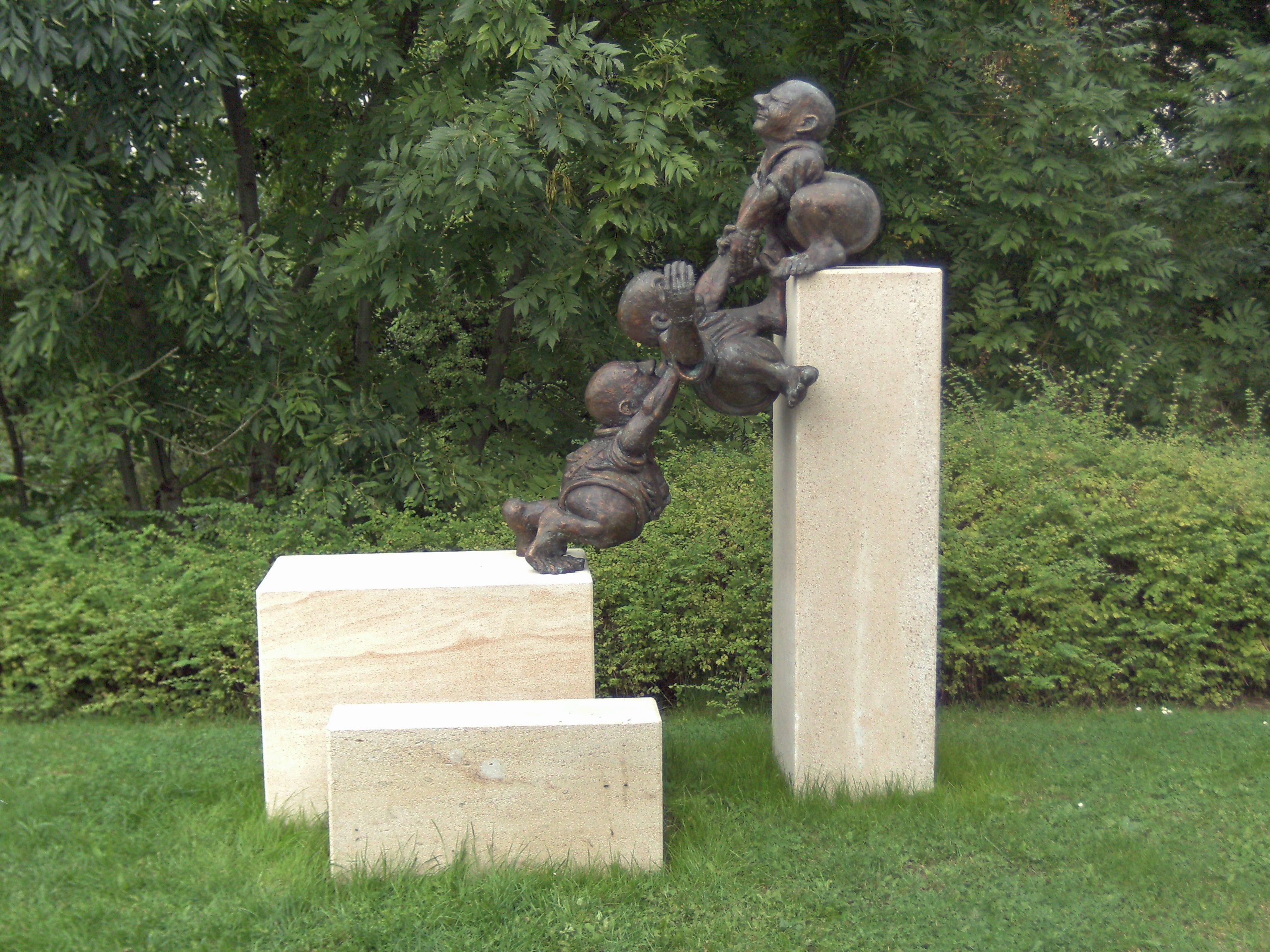
Aufstieg, Bronze, 2008, Ofterdingen
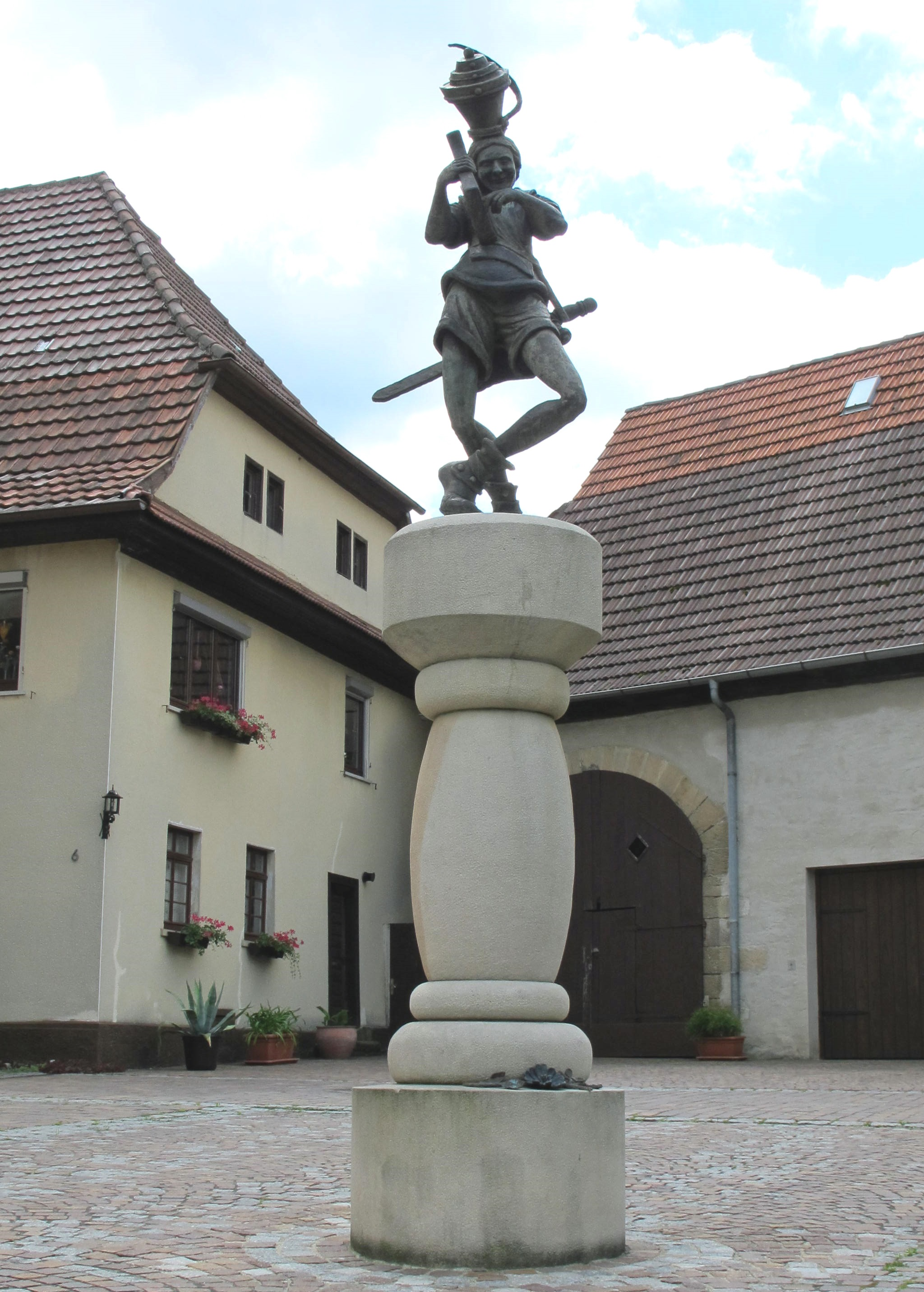
Heinrich von Ofterdingen, Bronze, 2008, Ofterdingen
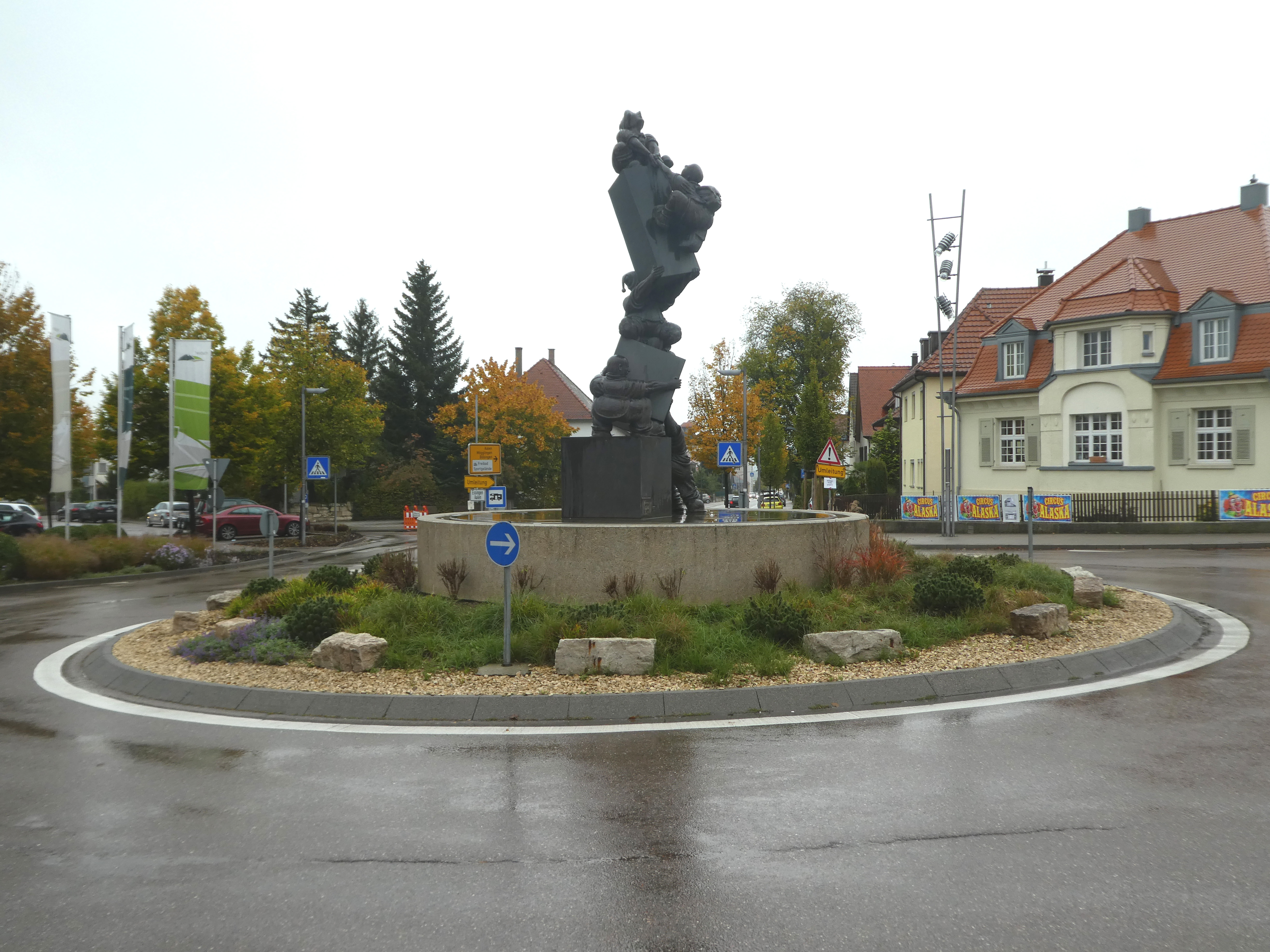
Zuversicht, Bronze, 2009, Kreisverkehrgestaltung in Heubach
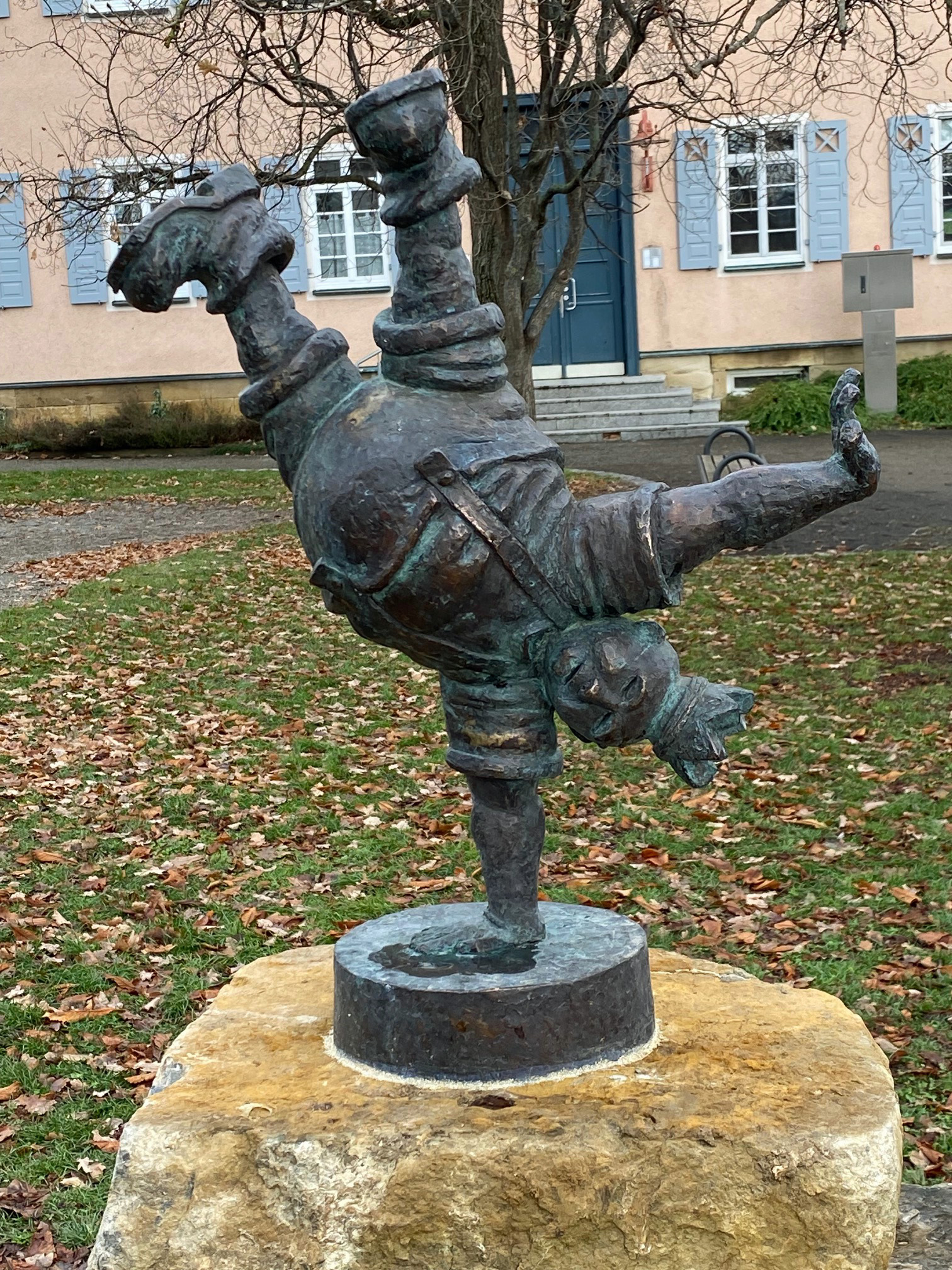
König im Handstand, Bronze, 2019, Eningen unter Achalm
- Ikarus, Bronze, 2019, Essinger Skulpturenschleife
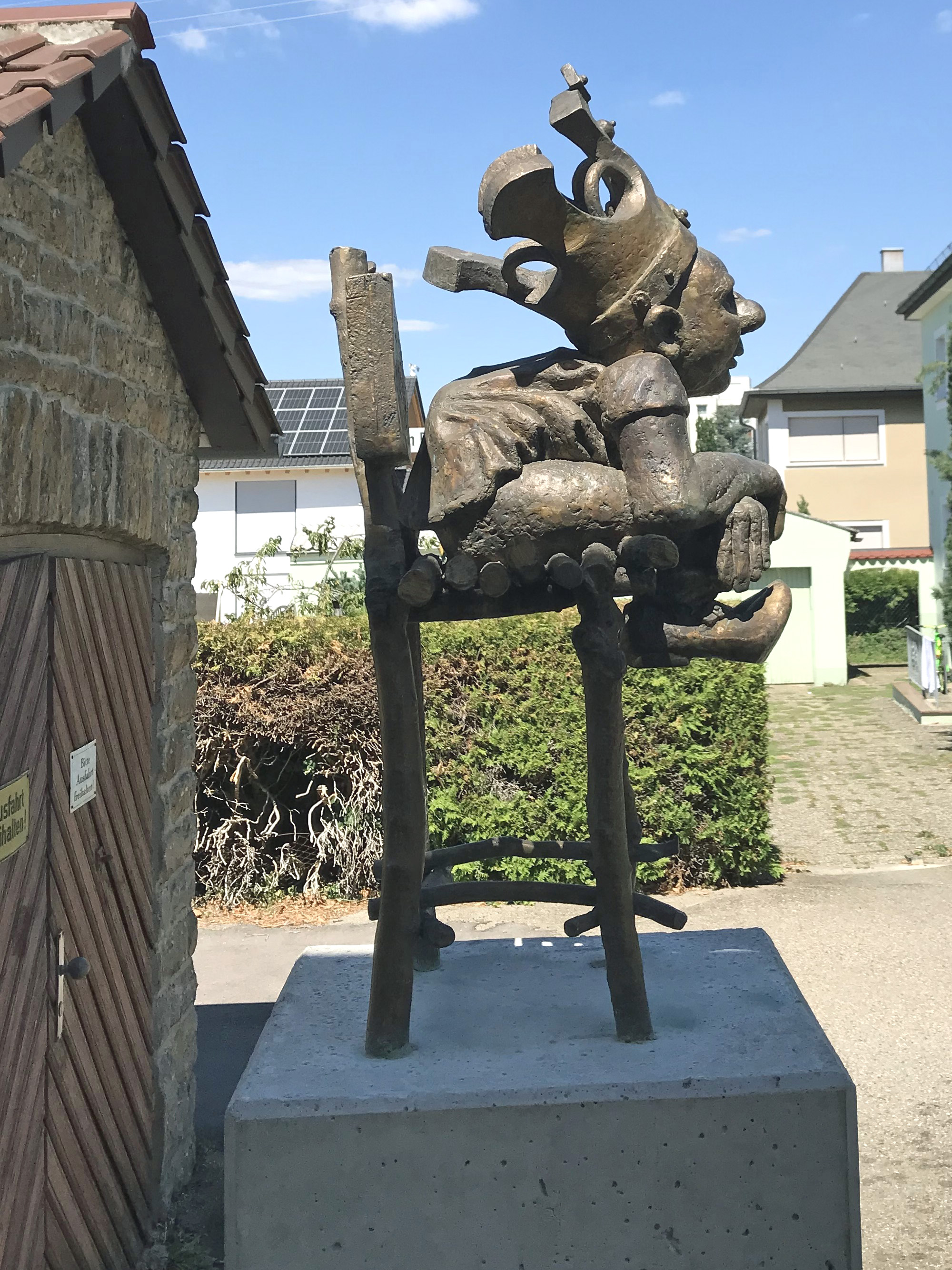
Herrscher, Bronze, 2019, Bezirksamt Straßdorf
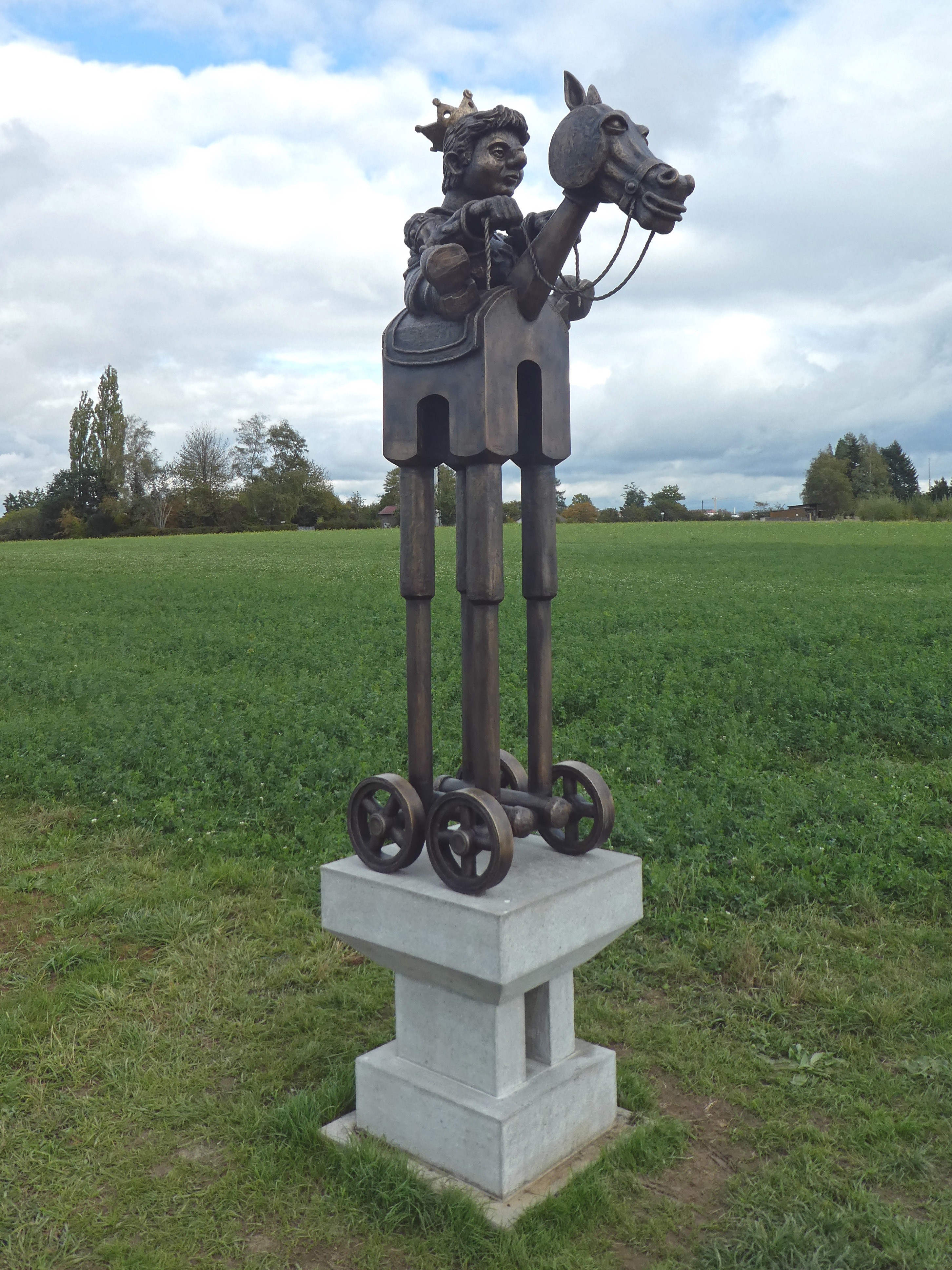
Weitblick, Bronze, 2020, Wege zur Kunst in Straßdorf
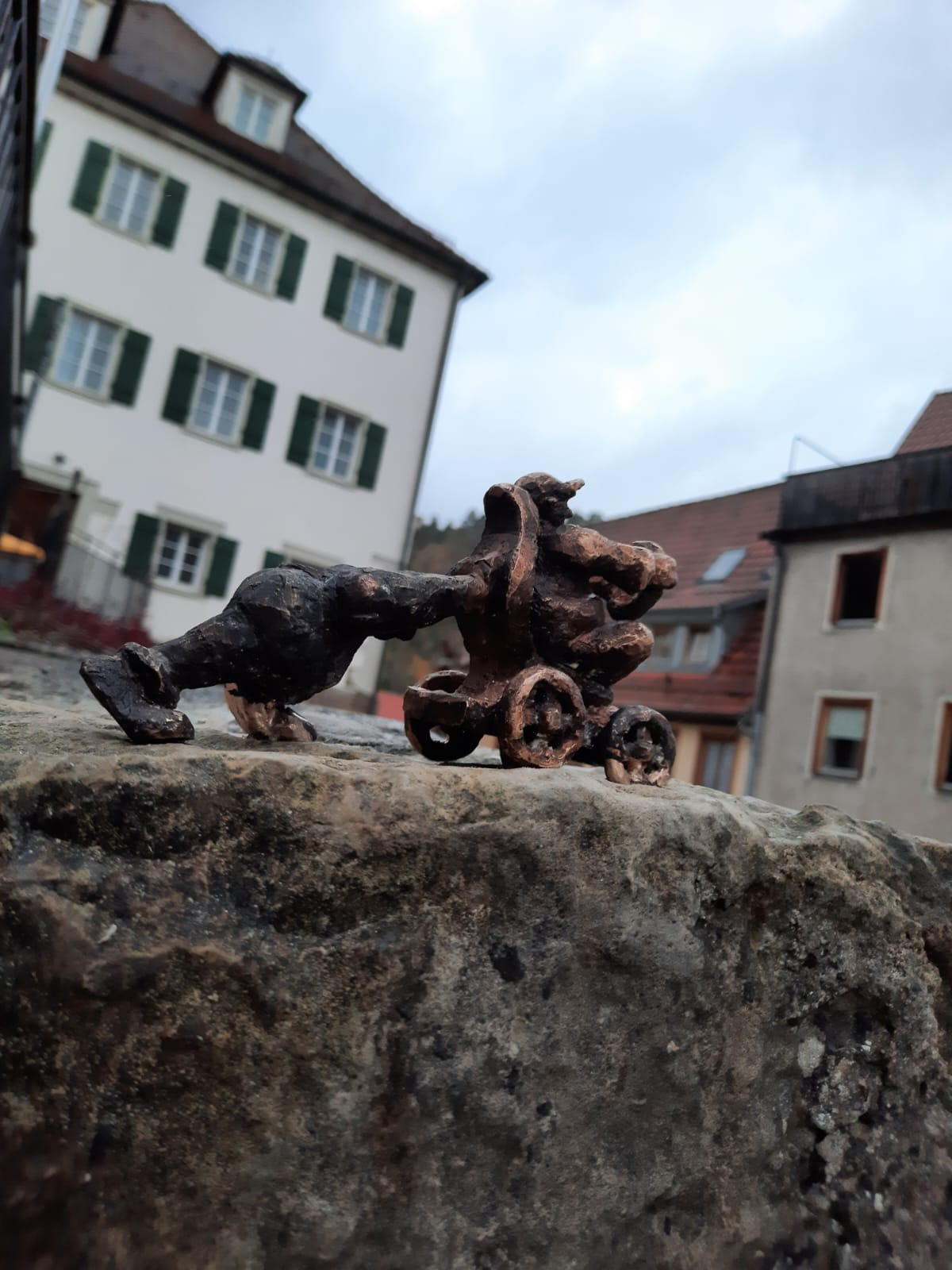
Abgründig, Bronze, Miniatur, Höhe 8 cm, 2023, Horb
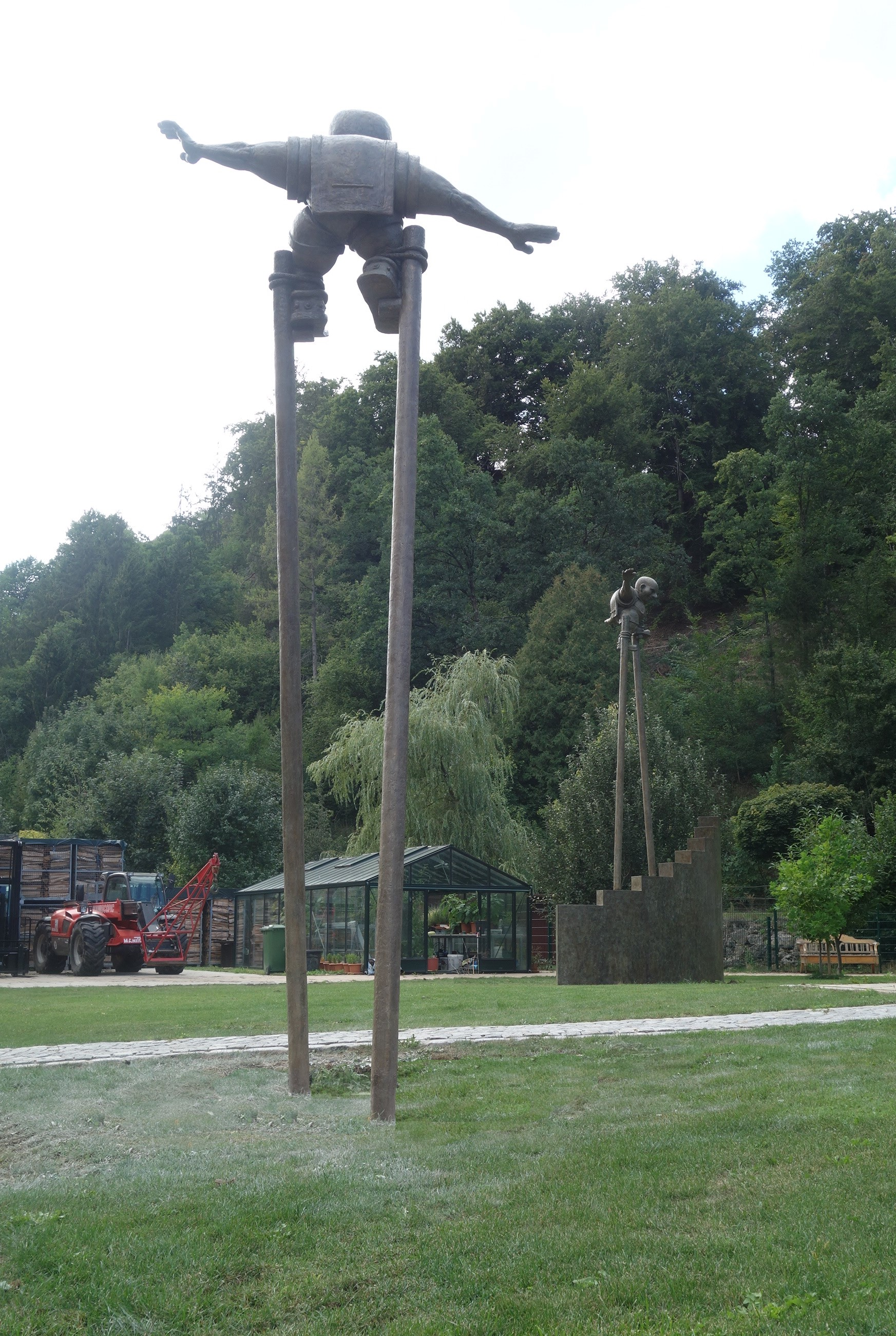
Stelzenläufer, Bronze, Höhe 650 cm und 550 cm, 2023, Breitenbrunn
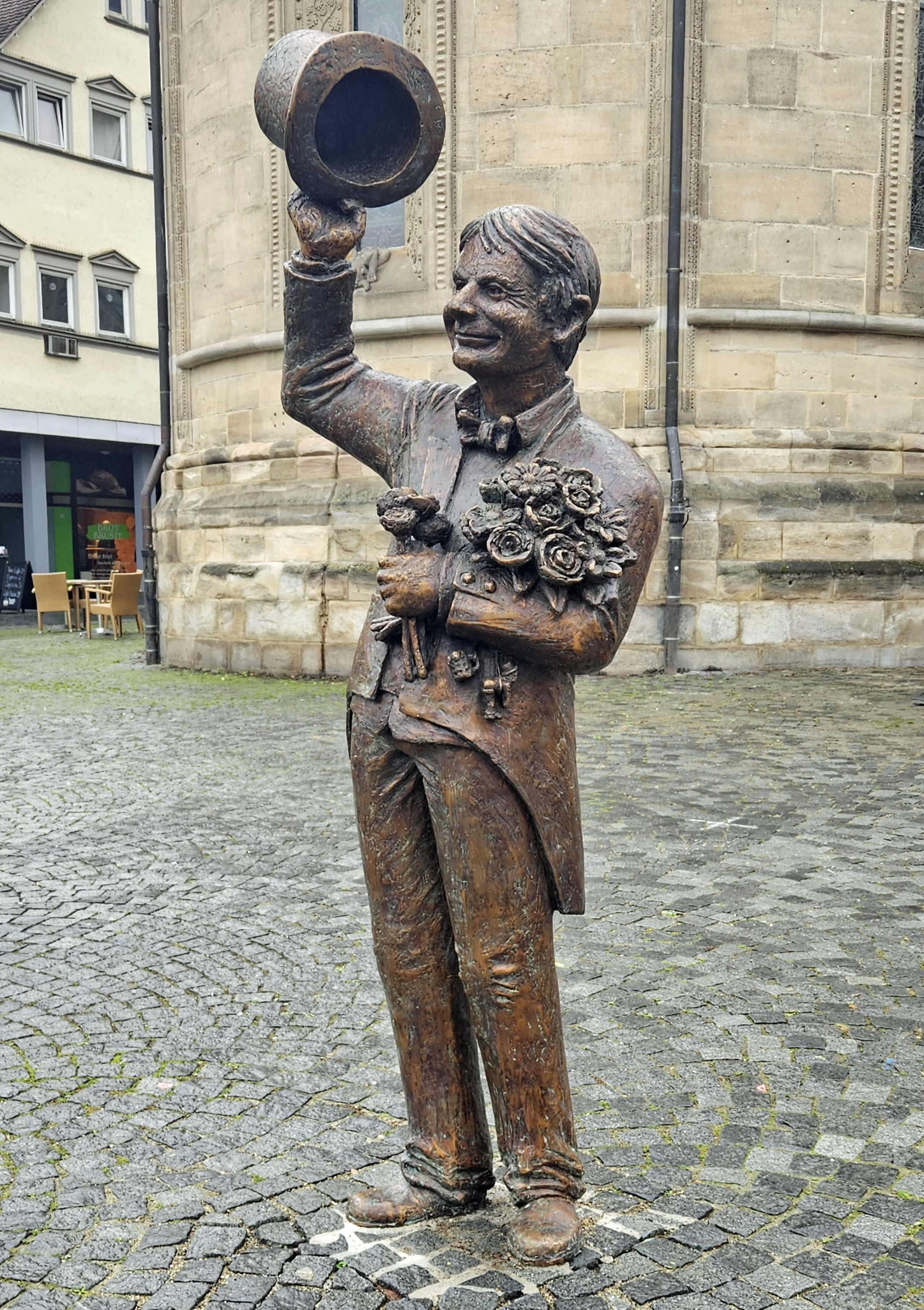
Alois, Bronze, Höhe 220 cm, 2024, Figur der Gmünder Altersgenossentradition, Marktplatz Schwäbisch Gmünd.[4] Die Statue vor der Johanniskirche wird anlässlich von Weihnachtsmärkten und anderen Veranstaltungen vorübergehend abgebaut.
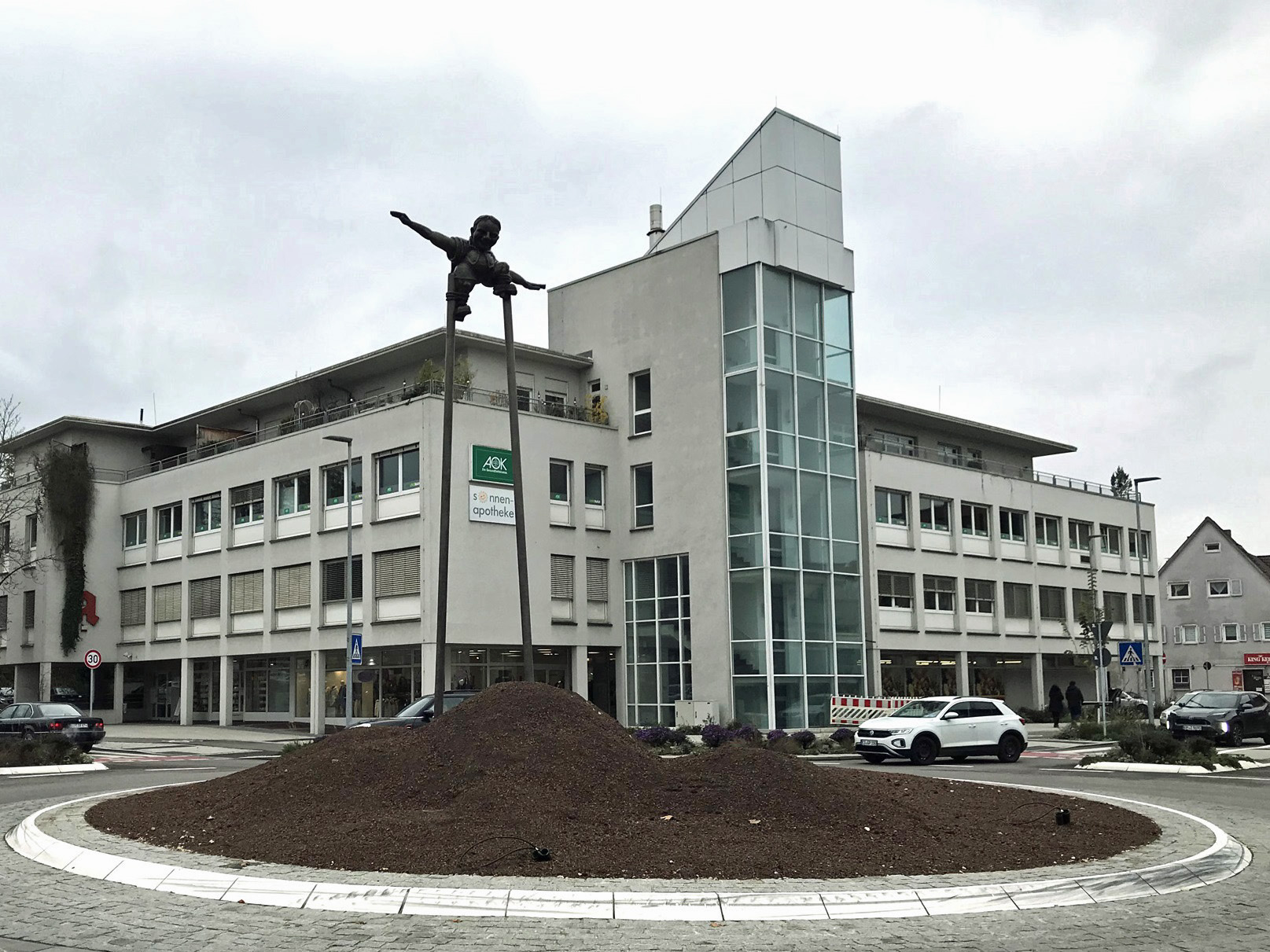
Eislinger Stelzenläufer, Bronze, Höhe 750 cm, 2024, Hirschkreisel Eislingen/Fils

## Galerie
- Ikarus, Bronze, 2002, Mössingen[2]
- Aufstieg, Bronze, 2008, Ofterdingen
- Heinrich von Ofterdingen, Bronze, 2008, Ofterdingen
- Zuversicht, Bronze, 2009, Kreisverkehrgestaltung in Heubach[3]
- König im Handstand, Bronze, 2019, Eningen unter Achalm
- Herrscher, Bronze, 2019, Bezirksamt Straßdorf
- Weitblick, Bronze, 2020, Wege zur Kunst in Straßdorf
- Abgründig, Bronze, Höhe 8 cm, 2023, Horb
- Stelzenläufer, Bronze, Höhe 650 cm und 550 cm, 2023, Breitenbrunn
- Alois, Bronze, Höhe 220 cm, Marktplatz Schwäbisch Gmünd
- Eislinger Stelzenläufer, Bronze, Höhe 750 cm, 2024, Hirschkreisel in Eislingen/Fils

## Stipendien, Auszeichnungen, Artist in Residence
- Atelierstipendium des Landes Baden-Württemberg (2002–05)[5]
- 1. Preis Skulpturengarten Sonnenwald in Passau (2006)[5]
- Preis der Jury, Arte Binningen (2015)[5]
- Artstages Award Freiburg-Tiengen (2018)[5]
- Kunstpreis Bad Bellingen (2019)[5]
- Palm Art Awards, Wikiarticon Prize (2021)[6]
- Kunstpreis des Landkreises Alzey-Worms in der Kategorie „Skulptur“ (2022)[7]
- Artist in Residence in der Villa Fontaine, Antibes/Frankreich (2024)
- Artist in Residence in der KunstFABrik, Schweinfurt (2024)
- Artist in Residence im Antonie-Leins-Künstlerhaus, Horb am Neckar (2025)

## Ausstellungen (Auswahl)
- 5. Kleinskulpturen-Biennale, Galerie Dorn in Stuttgart (2004)
- Art Karlsruhe (2005)
- Skulpturengarten Sonnenwald, Bayerischer Wald (2006)
- 7. Miniatur in der Kunst,  Fürstenwalde/Spree (2006)
- Kunstsommer,  Wangen im Allgäu (2007)
- 5 Künstler, Altes Schloss Gaildorf  (2008)
- Galerie am Bach, Arnbruck (2008)
- Zuversicht, Schloss Heubach (2008)
- Rheinblicke-Einblicke, Schlosspark Stammheim in Köln (2008)
- Zirkus, Kunstwoche Hamburg (2008)
- Jahresausstellung, Württembergischer Kunstverein Stuttgart (2010)
- Arte Liberalis, Residenzschloss Ludwigsburg (2010)
- 20 Jahre Kunst in der Burg, Schloss Kalteneck (2011)
- 4. Skulpturensalon, Münster (2011)
- Südwestmetall, Verbandshaus Aalen (2012)
- Galerie Schoenen, Aachen (2012)
- d52-raum für zeitgenössische Kunst, Düsseldorf (2014)
- Landesgartenschau Schwäbisch Gmünd (2014)
- RegioArt Lörrach (2015)
- Städtische Galerie Bad Wimpfen (2016)
- little treasures, Bologna, Italien (2016)
- Arte Binningen, Schweiz (2016)
- Kunstverein Horb (2017)
- Galerie im Kloster Mariaberg (2018)
- Artstages Kunstsalon, Freiburg im Breisgau (2018)
- Trevisan International Art, sala Prado y Espacio Prado, Madrid, Spanien (2019)
- Straßengalerie Deutsch-Französische Freundschaft, Plombières-les-Bains, Frankreich (2019)
- Kunstmuseum Sárvár, Ungarn (2019)
- Salon International, Paris, Frankreich (2019)
- Galerie L'Alcove, Lyon, Frankreich (2022)[8]
- Kunstsalon Art Stages, Bad Bellingen (2023)[9]
- Allschwiler Kunst-Verein, Allschwil, Schweiz (2023)[9]
- Tage der Kunst & Kultur, Haigerloch (2023)[9]
- Rathaus, Horb (2023)[9]
- art göttingen 5, Göttingen (2023)[9]
- Internationale Kunstausstellung Art pur, Kaysersberg, Frankreich (2023)[9]
- Gmünder Art, Schwäbisch Gmünd (2023)[9]
- Königsklasse, Haigstkirche, Stuttgart (2024)